# Torre Marsillach
La Torre Marsillach o Casa Àrab és un edifici situat al carrer de Copèrnic, 55-59 de Barcelona, al turó de Monterols, catalogat com a bé amb elements d'interès (categoria C). Fins al 2022 pertanyia a l'Escola Mary Ward de Barcelona.

## Història i descripció
El 1882, el mestre d'obres Jaume Brossa i Mascaró projectà un edifici d'estil arabitzant per al metge Joan Marsillach i Parera (1821-1896). L'11 d'agost del 1893 hi va morir el seu fill Joaquim Marsillach i Lleonart (1859-1883), que patia tuberculosi.

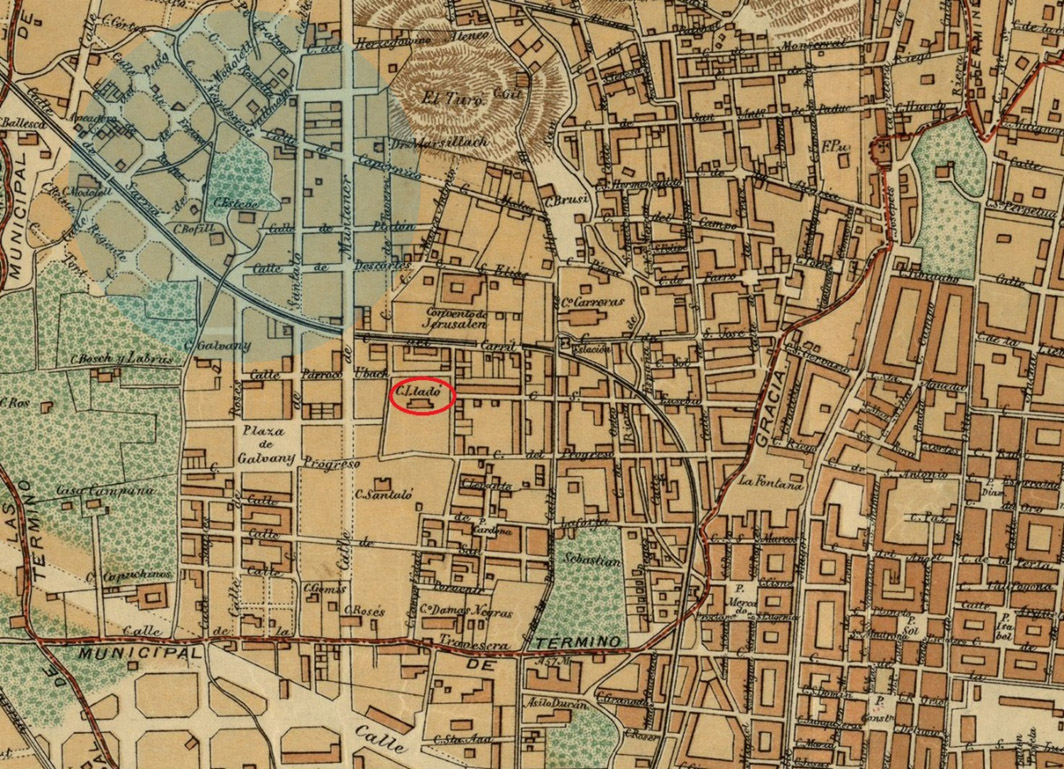
Plànol del 1890, on es pot llegir «Dr. Marsillach»

Posteriorment, la casa va ser adquirida per l'agent d'assegurances Eduard Schäffer i Reichert, que el 1916 encarregà a l'arquitecte Joan Baptista Serra de Martínez un edifici annex a l'espai de la cotxera. D'estil neomedieval, recrea un castell imaginari (Iris Garten), amb torres emmerletades, balcons i galeries amb columnates i un gran portal neoromànic, inspirat en el de Sant Pau del Camp, que acollia la capella i la sala de música de l'escola de monges que s'hi instal·là el 1948.
El 1954, l'escola hi promogué la construcció d'un nou edifici, obra de Lluís Bonet i Garí.